# Aivars Lazdenieks
Aivars Lazdenieks, född 26 februari 1954 i Skrunda i Lettland, död 20 augusti 2023, var en lettisk roddare som tävlade för Sovjetunionen under sin aktiva karriär. 
Han tog OS-silver i scullerfyra i samband med de olympiska roddtävlingarna 1976 i Montréal.